# Primula chionantha
Primula chionantha là một loài thực vật có hoa trong họ Anh thảo. Loài này được Balf. f. & Forrest miêu tả khoa học đầu tiên năm 1915.

## Hình ảnh

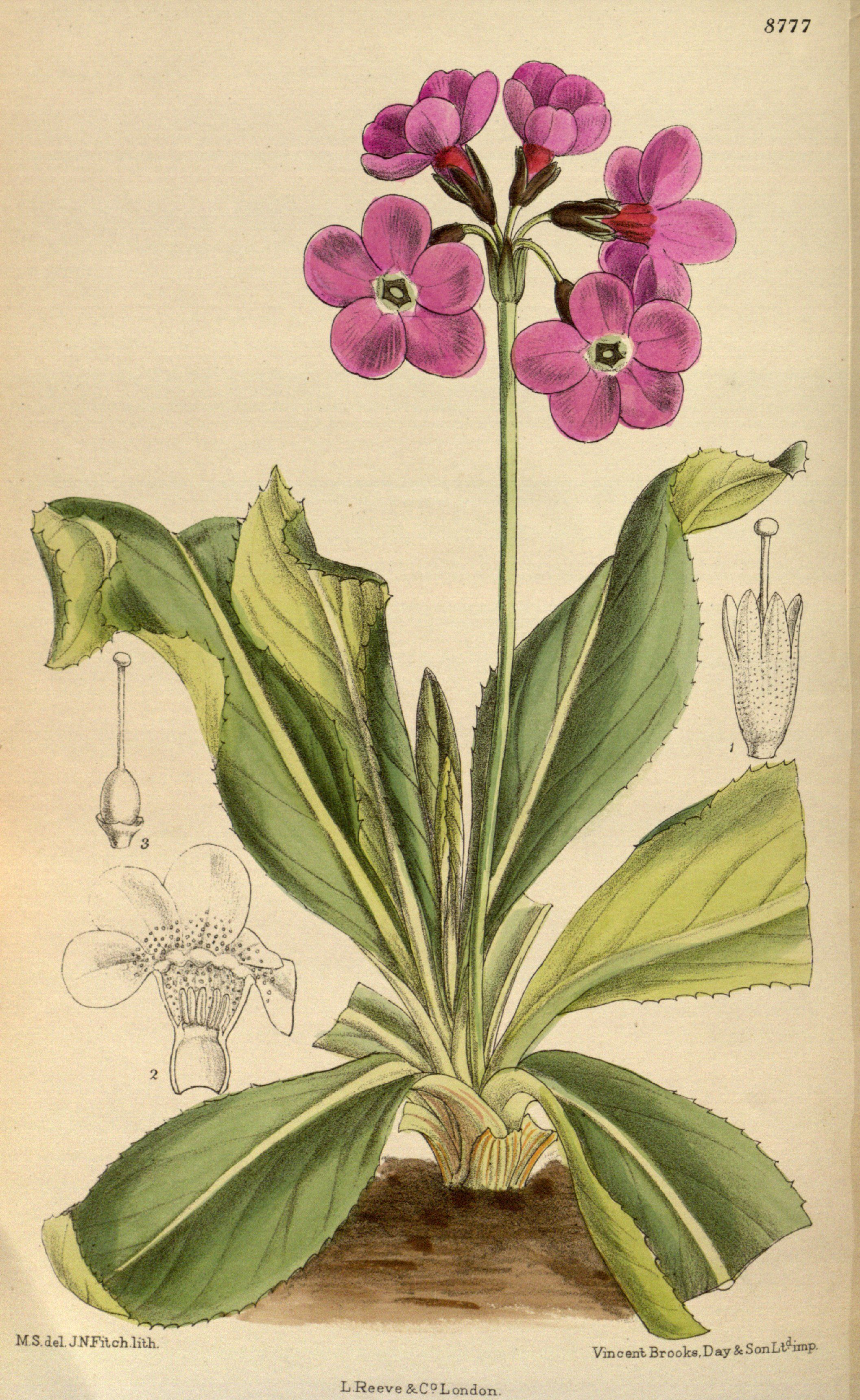